# (6123) Aristoteles
(6123) Aristoteles es un asteroide perteneciente al cinturón de asteroides, región del sistema solar que se encuentra entre las órbitas de Marte y Júpiter, descubierto el 19 de septiembre de 1987 por Eric Walter Elst desde el Observatorio Astronómico Nacional de Bulgaria, Smolyan, Bulgaria.

## Designación y nombre
Designado provisionalmente como 1987 SH2. Fue nombrado Aristoteles en homenaje a Aristóteles, uno de los filósofos griegos más importantes, quien acusó a los deméritos de su filosofía en el nivel del conocimiento en su época y atribuyó el mal uso de sus ideas a la debilidad humana. Fue el primero, y posiblemente el más grande, teórico del mecanismo del pensamiento y la deducción, siendo al mismo tiempo muy consciente de la importancia de lo que sucede en el mundo real y en la naturaleza.

## Características orbitales
Aristoteles está situado a una distancia media del Sol de 2,330 ua, pudiendo alejarse hasta 2,476 ua y acercarse hasta 2,183 ua. Su excentricidad es 0,062 y la inclinación orbital 9,495 grados. Emplea 1299,24 días en completar una órbita alrededor del Sol.

## Características físicas
La magnitud absoluta de Aristóteles es 13,4. Tiene 6,946 km de diámetro y su albedo se estima en 0,164. 